# Surveyor 7
Surveyor 7 là tàu vũ trụ hạ cánh trên Mặt Trăng thứ bảy và là nhiệm vụ cuối cùng của chương trình Surveyor không người lái của Mỹ được gửi đi để khám phá bề mặt của Mặt Trăng. Tổng cộng 21.091 bức ảnh đã được truyền đến Trái Đất.
Surveyor 7 là phi thuyền thứ năm và cuối cùng của loạt tàu vũ trụ Surveyor để đạt được mục đích là hạ cánh xuống Mặt Trăng. Mục tiêu của nhiệm vụ này là thực hiện hạ cánh trên Mặt Trăng (trong một khu vực được tách khỏi maria để cung cấp một loại ảnh địa hình và mẫu đất đá Mặt Trăng khác biệt đáng kể so với các nhiệm vụ khảo sát khác); có được hình ảnh chụp khi hạ cánh; xác định sự phong phú tương đối của các nguyên tố hóa học; thao tác vật liệu Mặt Trăng; có được dữ liệu động lực khi tiếp đất; và thu thập dữ liệu phản xạ nhiệt và radar. Tàu vũ trụ này tương tự như thiết kế cho các Surveyors trước đó, nhưng nó mang theo nhiều thiết bị khoa học bao gồm camera truyền hình với các bộ lọc phân cực, một bộ lấy mẫu bề mặt, thanh nam châm trên hai footpad, hai nam châm móng ngựa trên bề mặt và gương phụ trợ. Trong số các gương phụ trợ, ba chiếc được sử dụng để quan sát các khu vực bên dưới tàu vũ trụ, một chiếc để cung cấp tầm nhìn lập thể của khu vực lấy mẫu bề mặt, và bảy để hiển thị vật liệu Mặt Trăng được gửi trên tàu vũ trụ. Tàu vũ trụ đã hạ cánh trên bề mặt Mặt Trăng vào ngày 10 tháng 1 năm 1968, trên vành ngoài của miệng núi lửa Tycho. Hoạt động của tàu vũ trụ bắt đầu ngay sau khi hạ cánh mềm và bị chấm dứt vào ngày 26 tháng 1 năm 1968, 80 giờ sau khi mặt trời lặn. Vào ngày 20 tháng 1, trong khi tùa vũ trụ vẫn còn trong ánh sáng ban ngày, chiếc máy ảnh truyền hình rõ ràng đã thấy hai chùm tia laser nhắm vào nó từ phía bên trái của Trái Đất khi đó hình lưỡi liềm, một từ Đài quan sát quốc gia Kitt Peak, Tucson, Arizona và một ở núi Table tại Wrightwood, California.